# The Serpentine Similar
| Recensione              | Giudizio       |
| ----------------------- | -------------- |
| AllMusic                | [ 1 ]          |
| Debaser                 | [ 2 ]          |
| Sputnikmusic            | 3.7 (Great)    |
| Piero Scaruffi          | [ 4 ]          |
| Ondarock                | Pietra miliare |
| Dizionario del Pop-Rock | [ 6 ]          |

The Serpentine Similar è l'album discografico di debutto del gruppo musicale statunitense Gastr del Sol, pubblicato dall'etichetta discografica TeenBeat Records nel giugno del 1993.

## Tracce

### CD
Tutti i brani sono stati composti da David Grubbs e Bundy K. Brown.
1. A Watery Kentucky – 9:18
2. Easy Company – 1:08
3. A Jar of Fat – 2:10
4. Ursus Arctos Wonderfilis – 4:46
5. Eye Street – 1:50
6. For Soren Mueller – 4:19
7. Serpentine Orbit – 0:45
8. Even the Odd Orbit – 6:50

## Formazione
Gruppo
- Bundy K Brown - strumenti vari
- David Grubbs - strumenti vari

Musicista aggiunto
- John McEntire - percussioni addizionali

Note aggiuntive
- Brian Paulson - produttore[8]
- Registrazioni effettuate al Experimental Sound Studio di Chicago (Illinois) nel settembre 1992 ed al 5th Floor Studios di Minneapolis, Minnesota (Stati Uniti) nel novembre 1992
- Brian Paulson - ingegnere delle registrazioni
- Michael O'Bannon - immagine copertina frontale
- Dan Osborn - fotografia
- Ringraziamenti: Mark Robinson, Sooyoung Park, Stel Valavanis, Doug McCombs, Bryan Smith e Anne Flueckiger[9]